# Archidiecezja Sorocaba
Archidiecezja Sorocaba (łac. Archidioecesis Sorocabana) – diecezja Kościoła rzymskokatolickiego w Brazylii. Należy do metropolii Sorocaba wchodzi w skład regionu kościelnego Sul 1. Została erygowana przez papieża Piusa XI bullą Ubi praesules w dniu 4 lipca 1924.
29 kwietnia 1992 papież Jan Paweł II utworzył metropolię Sorocaba podnosząc diecezję do rangi archidiecezji.